# Paolo Farina
 (octobre 2018).
Si vous disposez d'ouvrages ou d'articles de référence ou si vous connaissez des sites web de qualité traitant du thème abordé ici, merci de compléter l'article en donnant les références utiles à sa vérifiabilité et en les liant à la section « Notes et références ».
Paolo Farina est un joueur de football italien, né le 4 février 1939 à Olbia en Sardaigne. Il évoluait au poste d'arrière latéral, principalement au SC Bastia.

## Biographie
Arrivant de Sardaigne, il débute comme amateur sous le maillot filantiste, le club de l'EF Bastia fusionnant dès 1961 avec le SC Bastia pour former le Sporting Étoile Club Bastiais (SECB). Le jeune joueur sarde devient rapidement un élément prépondérant du Sporting, et ce pendant plus de 10 ans. Il connaît avec le club l'accession en D2 en 1965, puis dès 1967, la 1re division. 
Il dispute avec le club de Bastia un total de 59 matchs en Division 1, et 83 matchs en Division 2, inscrivant un but. Il est également quart de finaliste de la Coupe de France en 1967.
Joueur rugueux au caractère bien trempé[réf. nécessaire], il finit sa carrière en amateur à l'ESA Brive.

## Palmarès

### En club
- SC Bastia
  - Champion de France de D2 en 1968